# Ampere
L'ampere (simbolo: A), talvolta abbreviato con amp, abbreviazione non ammessa dal Sistema internazionale di unità di misura, è l'unità base SI dell'intensità della corrente elettrica. Prende il nome dal fisico francese André-Marie Ampère, uno dei principali studiosi dell'elettromagnetismo.
Essendo una delle sette unità fondamentali del SI, tutte le altre unità elettromagnetiche sono derivate da essa.
Il modo corretto di scrivere ampere è con la lettera iniziale minuscola, tranne quando secondo le regole grammaticali si debba scrivere una parola con la maiuscola iniziale; inoltre, per convenzione, in lingua italiana, va scritto senza accento.

## Storia
Nel 1861 la British Association for Advancement of Science (BAAS), istituì un comitato, di cui facevano parte Thomson e Maxwell, che in seguito propose la definizione di almeno quattro unità di misure elettriche: tensione, carica elettrica, corrente e resistenza.
Nel 1874 la BAAS introdusse il sistema CGS (centimetro, grammo, secondo) definendolo coerente: le relazioni tra le unità non richiedevano l'uso di alcun parametro o di fattori di conversione numerica, con la conseguenza che il prodotto o il rapporto tra unità danno luogo a una nuova unità di valore unitario. Le unità elettriche quindi venivano derivate da quelle meccaniche.
L'assenza di unità elettriche nel CGS fu risolto parzialmente dando vita a due sistemi distinti. Quello CGS elettrostatico si basava sulla carica elettrica come unità, derivata dal centimetro, dal grammo e dal secondo, assegnando il valore unitario alla permittività del vuoto nella legge di Coulomb sulla forza di attrazione tra cariche elettriche. Il sistema CGS elettromagnetico (CGSem) invece fissava pari a 1 la permeabilità del vuoto nella formula relativa alla forza che si esercita tra due poli magnetici. In questo modo i due sistemi erano coerenti, ma separati.
Nel 1881 a Parigi il primo International Electrical Congress, approvò le proposte avanzate dal BAAS, e nel 1893, a Chicago, convenne sulla necessità di costituire una commissione internazionale per l'unificazione delle unità di misura, ponendo fine quindi alla separazione in due sistemi.
Nel 1906, a St. Louis, fu istituita l'International electrotechnical commission (IEC) per la definizione delle unità elettriche.
In tre diverse International Conferences on Electrical Units and Standards, Berlino 1905, Londra 1908 e Washington 1910, si definirono due unità elettriche primarie sottomultipli delle corrispondenti unità elettromagnetiche del sistema CGS: l'ohm internazionale e l'ampere internazionale.

### Il sistema Giorgi
Nel 1896 lo scienziato italiano Giovanni Giorgi criticò le particolari dimensioni delle quantità elettriche del sistema a tre dimensioni. In accordo con Heaviside, riteneva che la permettività e la permeabilità non potessero sempre assumere un valore costante, esprimendo proprietà fisiche di un mezzo; inoltre il loro essere adimensionali dava luogo a strane situazioni in cui grandezze intrinsecamente diverse apparivano erroneamente omogenee, come una resistenza espressa con la dimensione di una velocità o un'induttanza espressa come una lunghezza.
Nel 1901, Giorgi propose, presso l'Associazione elettrotecnica italiana (AEI), di passare da un sistema a tre dimensioni (lunghezza, massa, tempo) a uno a quattro dimensioni, introducendo una quarta unità di natura elettrica e sostituendo al centimetro e al grammo rispettivamente il metro e il kilogrammo. Così il sistema diventava coerente in quanto dalle quattro grandezze fondamentali potevano facilmente essere derivate tutte le altre. Giorgi suggerì inoltre di riformulare la teoria dei fenomeni elettromagnetici sulla base del nuovo sistema a quattro dimensioni, così da razionalizzare le equazioni elettromagnetiche ed evitare l'uso di coefficienti e in particolare di potenze del 10. Tale razionalizzazione era possibile conservando i valori accettati delle unità elettriche, se la permeabilità dello spazio vuoto non fosse assunta come un numero puro pari a 1, ma fissata a un valore pari a 4π*10-7 H/m.
Nel 1927 alla settima Conférence générale des poids et mesures (CGPM) si costituì ufficialmente il Comité Consultatif d'Electricité (CCE), con lo scopo di esaminare l'originale proposta di Giorgi in contemporanea con l'International Union of Pure and Applied Physics (IUPAP) e altre organizzazioni internazionali.
Nel 1935 la IEC propose l'adozione del nuovo sistema Giorgi, basato sul metro, sul kilogrammo, sul secondo e su una quarta grandezza elettrica da scegliere in seguito. Nello stesso anno il Comité international des poids et mesures, braccio esecutivo della CGPM, sancì che dal 1º gennaio 1940 fosse introdotto il nuovo sistema MKS e che fosse assunto per la permeabilità del vuoto il valore 4π−7 H/m. Tale decisione permise due importanti risultati del sistema di misura:
1. la coerenza;
2. la razionalizzazione, ovvero i coefficienti numerici che legano le diverse grandezze contengono il numero irrazionale π solo in formule relative a configurazioni circolari, sferiche o cilindriche e mai piane.

Nel 1939 il CCE stilò una lista in cui venivano definite le unità elettriche pratiche in termini di metro, kilogrammo, secondo e ampere (sistema MKSA). Come unità base elettrica veniva scelto l'ampere, definito come
"l'intensità di corrente elettrica costante che, se mantenuta in due conduttori lineari paralleli, di lunghezza infinita e sezione trasversale trascurabile, posti a un metro di distanza l'uno dall'altro nel vuoto, produce tra questi una forza pari a 2×10−7 N per ogni metro di lunghezza".
Nel 1946 il CIPM ufficializzò il sistema MKSA con decorrenza ufficiale fissata al 1º gennaio 1948, come fu ratificato lo stesso anno dalla nona CGPM. La scelta del sistema Giorgi razionalizzato o MKSA fu ratificata anche dalla IEC nella riunione a Parigi del 1950.
Nel 1960, l'undicesima CGPM, a Parigi decise:
1. Il sistema metrico fondato sulle sei unità di misura base: metro; kilogrammo; secondo; ampere; kelvin; candela, è designato con il nome di "Sistema Internazionale di Unità";
2. L'abbreviazione internazionale di detto sistema è "SI".

Nel 2018, la 26ª CGPM modifica l'ampere in termini di costanti fisiche come
la corrente elettrica che corrisponde al passaggio di 1/(1,602176634×10−19) cariche elementari per secondo.
Per definizione infatti la carica elementare è pari a 1,602176634×10−19 C, dove 1 C = 1 A ⋅ 1 s. Invertendo la relazione si ha:
{\displaystyle 1\,A=\left({\frac {e}{1{,}602176634\cdot 10^{-19}}}\right)\,s^{-1}}

## Definizione
Fino al 2006 in Italia l'ampere è stato attuato mediante il campione dell'Istituto elettrotecnico nazionale Galileo Ferraris. Attualmente viene attuato dal suo successore, l'Istituto nazionale di ricerca metrologica, a Torino.

### In base ai fenomeni elettrici
L'ampere esprime l'intensità di corrente in un conduttore attraversato in qualunque sezione dalla carica di un coulomb nel tempo di un secondo.
Per analogia, l'intensità di corrente è paragonabile alla quantità di acqua che passa per un tubo misurata in kg/s, dove la massa d'acqua rappresenta la carica elettrica. Quest'ultima, cioè la quantità di elettroni, si può quindi esprimere in amperora (Ah), ovvero la quantità totale di carica che scorre, con l'intensità di un ampere, in un conduttore in un'ora. Con tale grandezza, per esempio, si misura la carica massima accumulabile dalle batterie: la batteria di un'autovettura contiene circa 55 Ah, quella della macchina fotografica 2500 mAh.
Nell'ambito delle unità di misura SI valgono le uguaglianze:
{\displaystyle 1\,\mathrm {A} \ ={\frac {1\,\mathrm {C} }{1\,\mathrm {s} }}={\frac {1\,\mathrm {V} }{1\,\Omega }}={\frac {1\,\mathrm {W} }{1\,\mathrm {V} }}}
Con "C" per coulomb, "s" per secondo, "V" per volt, "Ω" per ohm e "W" per watt. L'assenza di coefficienti è dovuto al fatto che il Sistema Internazionale è un sistema di misura coerente, ovvero il prodotto o il quoziente di più unità danno luogo a una nuova unità di valore unitario.

### In base ai fenomeni magnetici
In base alla legge di Ampère, l'ampere può essere definito come l'intensità di corrente che deve scorrere in due fili conduttori di lunghezza infinita e posti alla distanza di un metro, affinché essi si attraggano con una forza pari a 2×10−7 N per ogni metro di ciascun conduttore.

## I campioni di misura
A causa della difficoltà nella misurazione delle forze tra due conduttori, venne proposto il cosiddetto ampere internazionale o statampere: definito in termini di tasso di deposizione dell'argento («l'ampere internazionale è l'intensità di una corrente che, attraversando una soluzione di AgNO3 [Ag monovalente], deposita al catodo 0,001118 g di argento in un secondo»), è pari a 0,99985 A. Questa unità di misura è però considerata ormai obsoleta.
Attualmente invece la maggior parte degli istituti metrologici nazionali utilizza banchi di pile campione e resistori per il mantenimento dei campioni primari dell'ampere. Il campione di intensità di corrente elettrica è ricavato dalla legge di Ohm mediante due campioni, uno di f.e.m. e uno di resistenza. In Italia entrambi i campioni sono custoditi presso l'INRIM di Torino. Il campione di f.e.m. è un gruppo di pile Weston sature, controllate mediante l'effetto Josephson; quello di resistenza elettrica è definito come la resistenza media di un gruppo di 10 resistori campione in manganina da 1 Ω. Allo scopo di evitare l'influenza delle resistenze di contatto tra resistore e circuito di misura, i resistori campione presentano una particolare realizzazione a quattro morsetti, due amperometrici esterni attraverso i quali il resistore è soggetto al passaggio della corrente elettrica, e due voltmetrici interni rispetto a quelli amperometrici, dai quali si preleva la caduta di tensione causata dalla circolazione della corrente elettrica.